# En wagon (Tchekhov)
Pour les articles homonymes, voir En wagon.
En wagon (en russe : V vagone) est une nouvelle d’Anton Tchekhov, parue en 1885.

## Historique
En wagon, sous-titré Mousqueterie verbale, est initialement publié dans la revue russe Les Éclats, no 30, du 27 juillet 1885, sous le pseudonyme L’Homme sans rate.

## Résumé
Sept petites histoires où est dénoncé la corruption des douaniers, des employés de la Poste, des pompiers, des policiers, des contributeurs au journal Le Rayon, puis la nouvelle se termine par un pied-de-nez à propos des clients d’un coiffeur.

## Édition française
- En wagon, traduit par Madeleine Durand et Edouard Parayre, Les Éditeurs Français Réunis, 1955, numéro d’éditeur 431.